# Lưu Chân
Serena Lưu (tên khai sinh là Lưu Chân; tiếng Trung: 劉真; bính âm: Liú Zhēn; Bạch thoại tự: Lâu Chin; 9 tháng 6 năm 1975 – 22 tháng 3 năm 2020), còn được gọi với tên Serina Lưu, là một vũ công, giáo viên khiêu vũ và nữ diễn viên người Đài Loan. Cô được mệnh danh là "Nữ hoàng khiêu vũ chuẩn quốc gia" của Đài Loan.

## Tiểu sử
Lưu bắt đầu học múa ba lê từ khi còn nhỏ và tiếp tục trong 12 năm, cô đã tạo dựng được nền tảng vững chắc về khiêu vũ. Cô bắt đầu học khiêu vũ khi 18 tuổi. Trong thời gian học tại Đại học Quốc lập Chính trị, cô vẫn tiếp tục khiêu vũ. Sau khi tốt nghiệp, dưới sự thuyết phục của bố mẹ, Lưu xin việc tại một ngân hàng nhưng cuối cùng ở tuổi 23, cô quyết định theo đuổi đam mê khiêu vũ và tham gia các cuộc thi của bộ môn này.

## Sự nghiệp
Lưu đã dạy khiêu vũ khi xuất hiện trên các chương trình tạp kỹ và các talk show, trước khi dẫn chương trình truyền hình của riêng mình và đóng phim truyền hình.

## Đời tư

### Hôn nhân và con cái
Lưu và nam ca sĩ đồng hương Tân Long (辛龍) đã đăng ký kết hôn vào ngày 17 tháng 5 năm 2014, và tổ chức đám cưới tại nhà nguyện Ocean Crystal ở Honolulu, Hawaii vào ngày 9 tháng 6 cùng năm. Cô cũng thông báo về sự ra đời của con gái họ vào ngày 15 tháng 2 năm 2016, bé gái tên Nghê Nghê được sinh ra bằng cách mổ lấy thai từ mẹ.

### Qua đời
Lưu bị hẹp van động mạch chủ. Chồng cô nói với giới truyền thông rằng cô đã biết về tình trạng của mình một cách hoàn toàn tình cờ. Lưu đã đưa con gái khi đó bốn tuổi của mình đến gặp bác sĩ vì cô bé bị cảm, nhưng cô gái trẻ không chịu để bác sĩ đặt ống nghe lên ngực mình. Sau đó, bác sĩ đã chứng minh công dụng của ống nghe cho đứa trẻ bằng cách đặt thiết bị này lên ngực của Lưu. Sau đó, bác sĩ nhận ra rằng Lưu có tiếng thổi ở tim và khuyên cô nên tìm cách điều trị thêm. Lưu có thể đã chọn cách thay van động mạch chủ, nhưng nó sẽ phải cần dùng thuốc dài hạn sau cuộc phẫu thuật để ngăn ngừa cục máu đông. Việc sử dụng thuốc cũng có thể làm lệch kế hoạch sinh con thứ hai của cô. Vào ngày 7 tháng 2 năm 2020, khi đang trải qua cuộc phẫu thuật sửa van tim tại Bệnh viện Đa khoa Cựu chiến binh Đài Bắc, Lưu bị ngừng tim đột ngột và hôn mê. Cô sau đó được đưa vào phòng chăm sóc đặc biệt và được đưa vào thở oxy màng ngoài cơ thể kể từ đó. Bất chấp các cuộc phẫu thuật tiếp theo để đối phó với chứng tắc mạch não đang phát triển và tăng áp lực não, Lưu đã qua đời vào ngày 22 tháng 3 năm 2020 ở tuổi 44 sau khi cơ thể ngừng đáp ứng với thuốc và các phương pháp điều trị.

## Diễn xuất

### Phim truyền hình
| Năm  | Kênh | Tiêu đề tạm dịch               | Tiêu đề gốc         | Vai diễn  |
| ---- | ---- | ------------------------------ | ------------------- | --------- |
| 2005 | CTV  | Giang sơn mỹ nhân tình         | 問 君 能 有 幾多 愁 | Yaoniang  |
| 2005 | CTV  | Triều đại Trịnh Châu           | 贞观 之 治          | Pipa Lady |
| 2010 | TTV  | Người đàn ông hoàn hảo của tôi | 我的完美男人        | Lee Daisy |

## Ấn phẩm
Ngoài việc dạy khiêu vũ trên truyền hình, Lưu còn có các ấn phẩm dạy khiêu vũ của riêng mình.
- Khiêu vũ quyến rũ. 布克文化. ngày 10 tháng 5 năm 2004. ISBN 9789572880678.
- Lưu Chân, Lưu Chân. 御女王. tháng 11 năm 2007. ISBN 9789868390706.
- Lưu Chân, Lưu Chân 2. 御女王. tháng 8 năm 2008. ISBN 9789868390751.
- Lưu Chân Cha-cha-cha cơ bản. 御女王. ngày 1 tháng 4 năm 2009. ISBN 9789868390775.
- Lưu Chân Samba cơ bản. 御女王. ngày 1 tháng 4 năm 2009. ISBN 9789868390768.
- Lưu Chân Cha-cha-cha nâng cao. 御女王. ngày 1 tháng 11 năm 2009. ISBN 9789868390744.
- Lưu Chân Samba nâng cao. 御女王. ngày 1 tháng 11 năm 2009. ISBN 9789868390737.
- Đường cong chữ S hoàn hảo của tôi. 聯合文學. ngày 14 tháng 11 năm 2011. ISBN 9789575229597.
- Lưu Chân Khiêu vũ quyến rũ. 台聖多媒體. ngày 24 tháng 8 năm 2012. 4714102498141.
- Phương pháp giảm cân Lưu Chân Super 222. 時報文化. ngày 7 tháng 7 năm 2014. ISBN 9789571360119.